# Os Mistérios da Selva Negra
Os Mistérios da Selva Negra (em italiano: i misteri della jungla nera) é uma das várias obras de Emilio Salgari. O livro foi escrito por Salgari no ano de 1889. 
No conto, Tremal-Naik, o caçador de serpentes da selva embarca em uma entusiasmante aventura pela obscura selva do Sunderbands (atualmente localizado no Bangladesh), ao lado de seu fiel escudeiro Kammammuri e seu tigre domesticado, Darma.